# Vouillon
Vouillon là một xã ở tỉnh Indre ở miền trung nước Pháp. Xã này có diện tích 14,98 km², dân số năm 1999 là 250 người. Khu vực này có độ cao trung bình 160 mét trên mực nước biển.